# Изабела Лупулеску
Изабела Лупулеску (Уздин, СРЈ, 7. новембар 1999) је српска стонотенисерка.
Рођена у стонотениској породици и блиска рођака прослављеног Илије Лупулескуа, стони тенис је почела да тренира са пет година. У кадетском и јуниорском узрасту освојила је укупно седам медаља на светским и европским првенствима.
За сениорску репрезентацију Србије дебитује на Европском првенству 2016. године, када се такмичење одржавало у три дисциплине (сингл, дубл и микс), а на Светском првенству, такође у истим дисциплинама, годину дана касније. За репрезентацију у тимском делу први пут учествује на Европском првенству 2017, а на Светском тимском првенству 2018. године. Прву међународну сениорску медаљу, бронзану, осваја фебруара 2019. у мешовитим паровима са Александром Каракашевићем на турниру ИТТФ Челенџ плус серије у Португалији, што им је обезбедило и учешће на II Европским играма. У априлу на Светском првенству у Будимпешти стигла је до другог кола у синглу и тако се нашла међу 64 најбоље стонотенисерке на свету. Маја исте године у пару са саиграчицом из репрезентације, Сабином Шурјан, осваја бронзу на челенџу Србија опен. Фебруара 2020, прво је одбранила бронзу са Каракашевићем у Португалији, а затим освајају и бронзану медаљу у Будимпешти на ИТТФ Светском туру, што је уједно била прва медаља за Изабелу на том нивоу.
Најбољи пласман на светској ранг листи имала је септембра 2019. када је била на 89. месту.